# Buško jezero
Buško jezero je akumulacijsko jezero, ki leži na jugozahodnem robu Livanjskega polja v Kantonu 10 Bosne in Hercegovine, v bližini južne meje s Hrvaško. Pri največjem polnjenju obsega površino približno 56 km², s čimer je največje akumulacijsko jezero v Jugovzhodni Evropi in eno največjih v vsej Evropi. Iztok, urejen kot sistem kanala in cevovoda, je speljan proti jugu do hidroelektrarne Orlovac v kraju Ruda blizu Sinja na Hrvaškem. Nastalo je v zgodnjih 1970. letih z izgradnjo pregrade na območju, kjer je bilo nekoč mokrišče Buško blato.
Čezmejno upravljanje akumulacije občasno sproža meddržavne spore, predvsem glede pravičnega finančnega nadomestila za hrvaško izkoriščanje hidroenergetskega potenciala Bosne. Lokalna skupnost je nezadovoljna tudi zaradi dejstva, da je ekonomika edino merilo za upravljanje, okoljska problematika pa je že vse od izgradnje zapostavljena, čeprav je poplavitev močno negativno vplivala na življenjska okolja in s tem na biotsko raznovrstnost ter kakovost vode tega območja.

## Geografija
Jezero se nahaja v karbonatni kotanji v kraškem območju na robu Dinaridov jugozahodne Bosne, ki jo omejujejo pobočja Dinare in Kamešnice na jugozahodu ter pobočja Šatorja, Staretine, Golije, Kruga, Tušnice in Grabovice na severovzhodu. Zaradi kraškega značaja tu ni površinskih vodotokov, se pa v kotanji nabirajo vode širšega območja, ki so nekoč tvorile močvirje in pod zemljo odtekale v porečje Cetine, deloma pa tudi neposredno v Jadransko morje.
Po zajezitvi je na tem območju nastalo največje tovrstno jezero v regiji, ki ima pri koti 716,5 m površino 56,7 km² in povprečno globino 7,08 m. Uravnavanje vodostaja je skoraj v celoti umetno glede na potrebe HE Orlovac in v sušni dobi ob najnižjem vodostaju se površina zmanjša na 28 km², torej prihaja do velikih sezonskih nihanj. Poleg kanala za hidroelektrarno, od koder se vode odvajajo v pritok Cetine, odteka voda tudi skozi ponore ob jugozahodnem robu. Je približno pravokotne oblike približno 5 km počez, le na severovzhodu je večji rokav, korito Ričine, ki predstavlja glavni pritok ob vznožju hriba Grabovice.

## Flora in favna
Z izgradnjo pregrade Kazaginac in poplavitvijo je bil skoraj v celoti uničen močvirski ekosistem Buškega blata, ki je ohranjen le na manjši vlažni površini na drugi strani pregrade. Kljub temu po novejših popisih na območju rastejo predstavniki skoraj polovice rastlinskih družin, znanih za celotno Bosno in Hercegovino, največ nebinovk in trav.
Med ribjimi vrstami prevladujejo pravi krapovci. Skupno živi v jezeru 12 vrst rib, od tega nekaj umetno vnešenih za potrebe ribolova (med njimi smuč, srebrni koreselj, linj, sončni ostriž in krap).